# Thin
Thin es una película documental de 2006 dirigida por Lauren Greenfield y producida por la cadena HBO. Fue grabada en el Centro Renfrew de Florida, un lugar de rehabilitación para personas con trastornos de la conducta alimentaria. La historia sigue el proceso de rehabilitación y recuperación de cuatro mujeres con trastornos, fue estrenada en noviembre de 2006 en el canal HBO.

## Argumento
El documental explora la vida de cuatro mujeres dentro del centro de rehabilitación Renfrew en Florida, Estados Unidos. Cada una se encuentra internada por diferentes trastornos como anorexia o bulimia, se muestra su día a día, la medicación y dieta impuesta, las constantes revisiones médicas y las opiniones personales de ellas y los médicos respecto a su situación. Durante las sesiones de ayuda comuntaria, las pacientes y los médicos discuten temas como la vida personal, sus motivaciones y evalúan juntos los avances, preocupaciones y temas relacionados con la convivencia en el proceso de rehabilitación.
Shelly Guillory —de 25 años en el documental— es una enfermera que se interna en el centro, pues ya había sido hospitalizada en diez ocasiones, llegó a rehabilitación con una sonda implantada en su estómago, dijo llevar seis años con anorexia. Tiene una hermana gemela. En el documental presenta una personalidad con cambios de estado de ánimo que van desde tranquila, enojada y agresiva.
Pollack Williams —llamada Polly por sus amigas y médicos— es otra de las internadas en Renfrew. Ingresó de manera voluntaria tras un intento de suicidio. Durante toda su vida la dieta estricta ha sido parte de su vida, desde los once años contaba las calorías de sus alimentos. Celebró su cumpleaños 30 en el centro, con un gran progreso en su rehabilitación, pero debido a un incidente con otra compañera, su comportamiento ocasionó problemas y fue expulsada. En su vida tras salir de rehabilitación continuó con sus problemas alimenticios y falleció en febrero de 2008 a la edad de 33 años.
Brittany Robinson de 15 años de edad, es una estudiante ingresada con varios problemas de salud, que reportaba al momento de ingresar ser comedora compulsiva desde los ocho años de edad. A los 12 años ya tenía una mala percepción de su cuerpo y se motivó a perder peso. Su madre también tiene problemas alimentarios, pues ambas han descrito tener «buenos momentos juntas» masticando y escupiendo grandes cantidades de dulces. En el documental, Brittany se resiste al tratamiento repitiendo que «quiere perder más peso» y que «quiere ser delgada». La percepción de su cuerpo está alterada, durante una sesión de chequeo, un médico dibuja la silueta de su cuerpo en una pared, Brittany extrañada dice que no es su cuerpo real y dibuja una silueta más gorda sobre el contorno esbelto. El seguro médico deja de cubrir el tratamiento y la adolescente se ve obligada a abandonarlo, lo que causa preocupación en sus compañeras y médicos. Tras su salida, regresa de nuevo a imponerse dietas para perder peso. 
Alisa Williams es una madre divorciada de 30 años de edad. Su trastorno alcanzó consecuencias graves al ser hospitalizada varias veces como resultado de la deshidratación ocasionada por el abuso del vómito, uso de laxantes, diuréticos y enemas. Ingresó al Centro Renfrew con una dieta de 200 calorías, con la rehabilitación y tratamiento presentó una buena recuperación. Tras salir por su supuesta recuperación, el documental muestra su vida con su familia fuera del centro. Lleva una vida en apariencia normal y cuida a sus hijos, pero en secreto acude varias veces al baño a vomitar. Perdió peso y cometió un intento de suicidio, más tarde fue ingresada nuevamente a rehabilitación.

## Producción
La directora describió la realización de este proyecto como «una continuación de la exploración de la imagen del cuerpo femenino como elemento de identidad». En 1997 visitó el Centro Renfrew como parte de un trabajo para la revista Time, además fotografió a las mujeres para el proyecto Girl Culture, un álbum y exhibición fotográfica. El equipo de producción tuvo acceso durante seis meses a las reuniones en el centro de rehabilitación, así como las sesiones de terapia, acceso al comedor durante las comidas y las revisiones médicas de las pacientes.

## Reconocimientos
El documental fue seleccionado para la competición del Festival de Sundance de 2006, ganó el Premio John Grierson del Festival de cine de Londres de 2006, en la categoría de mejor largometraje documental. Fue exhibido en los festivales de cine de Chicago, Vancouver, Austin, Suecia, entre otros. En 2006 recibió el Premio del Jurado en el Festival de cine independiente de Boston.